# Nices historie
Nices historie er præget af især to forhold. Først og fremmest har Nice altid været en grænseby, og den har derfor gennem historien været underlagt forskellige stater; siden middelalderen har den skiftevis været provençalsk, savoyardisk, italiensk og fransk. I det seneste århundrede har byen dertil oplevet en omfattende udvikling, der hovedsageligt er baseret på turisme. Disse to forhold har stadig stor betydning for byens sociale, politiske, økonomiske, kulturelle strukturer og dens byplan.
De første spor af noget der ligner menneskelig tilstedeværelse i det område, der i dag omfatter Nice, er fra for 400.000 år siden,
hvor man har fundet spor efter beboelse af Homo Heidelbergensis, som var en af forfædrene til Homo Sapiens. Den første reelle
menneskelig tilstedeværelse skal man imidlertid frem til omkring år 1.000 f.Kr. for at finde, da dels stammer fra Ligurien i det
nuværende norditalien og keltiske stammer fra nord ankommer til området. De bliver efterfulgt af grækere omkring år 550 f.Kr. og
romere i 154 f.Kr. Romerne blev siddende i omkring 400 år i den provins de kaldte Alpes Maritimae. Romerne forlod området cirka på samme
tid, da kristendommen blev indført i slutningen af det 3 århundrede.
Igennem det meste af middelalderen blev Nice gentagne gange plyndret af røverbander der dels kom fra Norditalien og dels kom sejlende
fra Mellemøsten. Til at forsvare sig mod dette bad indbyggerne om hjælp fra greven af Provence og efterhånden lykkedes det at skabe
fred i området og Nice begyndte at udvikle en egen kulturel identitet. Grevskabet Provence var imidlertid dårligt ledet, hvilket
medførte at indbyggerne i Nice fik det ordnet sådan at det i stedet var hertugen af Savoyen, der stod for beskyttelsen. Dette skete ved
en traktat der blev underskrevet 27. september 1388 ved klosteret Saint Pons og gjorde Nice til en del af Grevskabet Savoyen.
I de følgende år var Nices historie atter præget af ufred, idet byen nu var Savoyens østlige forpost mod Frankrig, som havde territoriale
ambitioner i Italien og desværre ligger Nice på en af bedste adgangsveje dertil. Savoyarderne erkendte dette forhold og udbyggede
befæstningerne i og omkring Nice, dette gjorde at flere franske forsøg på at overtage byen mislykkedes. Desværre led indbyggeerne
voldsomt under disse belejringer. Nice var flere gange besat af franske tropper, men det lykkedes først Frankrig at indlemme Nice
fuldstændigt senere.
Ved den anden parisertraktat i 1815 blev det besluttet at lægge republikken Genova ind under Kongedømmet Sardinien, som Savoyen nu var
blevet en del af. Dette betød at Nice ikke længere var den eneste havneby i kongeriget og i 1853 mistede havnen endvidere sin status
som frihavn, hvilket tvang økonomien i området i knæ. En ting der gjorde, at der dog var en vis aktivitet i byen, var at rige englændere
havde fået øjnene op for Nices kvaliteter som feriested og at Rusland havde lejet den nærliggende Villefranche bugt som flådehavn. Nogen
rig by var Nice dog ikke på dette tidspunkt.
I 1860 kom Nice tilbage til Frankrig efter en handel mellem Napoleon 3. og den piemontesiske premierminister grev Cavou. Det mest synlige
resultat af dette blev anlæggelsen af en jernbane langs kysten fra den italienske grænse og hele vejen til Paris. Dette medførte at de
engelske turister, der var begyndt at komme til området i 1850'erne, ligesom andre nu havde nemmere ved at komme dertil. Og man begyndte
herefter at opføre hoteller og restauranter, der kunne servicere disse turister.
Efter indlemmelsen i Frankrig har byen forsøgt at overleve som en handels- og turistby, dette har budt på såvel op- som nedture, bl.a.
var de to verdenskrige hårde for turisterhvervene, men i dag blomstrer Nice som en turistby, der bl.a. huser den tredje meste travle
lufthavn og det næsthøjeste antal hotelsenge i Frankrig.

## De første bosættere
De første tegn på beboelse ved Nice daterer sig til cirka 400.000 år siden, hvor man på fundstedet Terra Amata, har fundet et af de første sikre spor efter brug af ild og konstruktion af "huse" i form af grenhytter.
På det tidspunkt var havniveauet 26 meter højere, end det er i dag, og disse fortidige jægere har her indrettet sig på en beskyttet sydvendt strand, ved udmundingen af en flod, en flod som vi i dag kender under navnet Paillon.
Disse levn henregnes til fortidsmennesket Homo heidelbergensis, og i Nice er der indrettet et museum hvor stenredskaber er udstillet og en grenhytte er rekonstrueret.
I Lazarettegrotten har man endvidere fundet spor efter mennesker, der har boet her for ca. 160.000 år siden.

### Den næste indvandring
Omkring år 1000 f.Kr.. begynder en indvandring fra øst af små grupper af liguriske stammer, et par hundrede år senere kommer kelterne fra nord gennem Rhone-dalen til området. Disse grupperinger anlagde små befæstninger, så de kunne forsvare sig mod såvel sø- som landbaserede røverbander. En af disse befæstninger blev anlagt på det sted, der senere blev det romerske Cemenelum, en anden blev anlagt på den høj, hvor senere Nice borg blev bygget.
Mellem 565 f.Kr. og 540 f.Kr. ankom grækerne fra Marseille, som var deres første bosættelse på kysten og anlagde en handelsstation på borghøjen i Nice.

## Romerne
På grund af de stadige problemer med røverbander bad grækerne i 154 f.Kr. romerne om hjælp. En hjælp, som romerne gerne gav, da de godt kunne se en interesse i at være mere permanent tilstede i et område, der forbandt Rom med den Iberiske halvø. Små tre hundrede år senere, havde romerne fuldstændigt fortrængt grækerne fra området og havde etableret deres militære og administrative hovedkvarter på en høj beliggende ca. 3 km nord for Nice på et sted, der i dag kendes som Cimiez (en bydel i Nice), men som romerne kaldte Cemenelum.
Stedet blev et vigtigt punkt på romervejen Via Julia Augusta, som forbandt Rom med dets vestlige provinser, til dels på grund af en stærk garnison: 1. liguriske kohorte.
I slutningen af det 1. århundrede blev Cemenelum hovedby i hele den romerske provins, Alpes Maritimae, styret af en prokurator, der også styrede byerne Vence, Senez og Castellane. Handelsstationen udviklede sig efterhånden til en rigtig by med såvel et borgerskab, der stod for handlen, som et præsteskab, der stod for det stedlige Apollon-tempel, samt en arena og en terme(romersk bad).

### Tilbagegang for romerne
Cemenelums storhedstid varede indtil slutningen af det 3. århundrede, da guvernøren for provinsen flyttede sit hovedkvarter til Embrun. Herefter steg Nices betydning, bl.a. fordi købmændene i stigende grad foretrak at transportere deres varer ad søvejen, da dette var sikrere. Nedgangen for Cemenelum faldt i store træk sammen med kristendommens indtog i området.
I 381 var der en biskop i Nice, men Cemenelum havde stadig en vis position i området, hvilket bl.a. kom til udtryk i 465, da pave Hillarius i 462 afgjorde, at der skulle være en biskop i Cemenelum, men ingen i Nice. Denne første (og så vidt vides eneste) biskop, Valerian, udbredte legenden om den kristne martyr Sankt Pons, som skulle komme fra Cemenelum og efterfølgende også være begravet her. Legenden brugte han som argument for, at bispesædet hørte til i Cemenelum. I 780 opførtes et kloster på stedet.

## Middelalderen
Middelalderen var præget af talrige plyndringer af området og sparsomme kilder. I 537 raserede saksere, der var blevet drevet ud af Norditalien af lombarderne, byen. I det meste af middelalderen var det saracenerne, der regerede på havene, hvilket førte til en generel uorden i området. De skrevne kilder for Nice er i denne periode nærmest ikke-eksisterende; det eneste navn, der dukker op er en biskop Abraham, der virkede i byen omkring år 663.
Truslen fra disse røvere af forskellig oprindelse blev der først for alvor taget hånd om i 983, da greven af Provence Vilhelm besluttede at drive røverne ud af området. De sidste røvere fra Nordafrika fik man dog først bugt med hen imod 1197.

### En ny identitet
Efterhånden dukker Nice ud af historiens tåger. I 1144 udnævntes for første gang en konsul, der i tiden nærmest modsvarer en nutidig borgmester, en vis Guillaume Badat. I denne periode havde Nice status af kommune, hvilket gjorde det muligt for byen at hævde sin uafhængighed over for greverne af Provence. Mens Cemenelums betydning blev stadigt mindre, steg Nices tilsvarende som geografisk og administrativt centrum i området. Samtidig hermed blev den hovedsæde for et bispedømme, der forsøgte at fastholde sine territoriale besiddelser. Igennem flere nye sogne udviklede Nice for første gang en egen kulturel identitet, og i slutningen af det 12. århundrede begyndte man at tale om en særlig nicoisk enhed.
På trods af at Nice forsøgte at fastholde en egen identitet, var byen stadig afhængige greverne af Provence for beskyttelse. Dette havde imidlertid også den virkning, at perioden var relativt fredelig, hvilket betød, at byen havde fred til at udvikle sig på den venstre bred af Paillon. At byen blev ramt af den sorte død (pest) i 1348 gjorde ikke byen mindre attraktiv; således benyttede hertugen af Savoyen, Amadeus, sig af, at grevskabet Provence var dårligt styret af grevinde Jeanne, og han udnyttede, at der var en vis modstand i området øst for floden Var mod greverne af Anjou, som var udset til at efterfølge grevinde Jeanne, da hun døde i 1382. At grev Ludvig af Anjou (og Provence) sendte en hærstyrke mod Nice for at nedbryde modstanden mod ham, hjalp ikke på forholdene. En lokal adelsmand Jean Grimaldi baron af Beuil, der samtidig stod for byens forsvar, stillede sig i spidsen for en politik, der skulle stille Nice under beskyttelse af hertugen af Savoyen. Den 27. september 1388 underskrev Amadeus 3. derfor en traktat foran klosteret Saint Pons, der reelt betød, at Nice og omliggende land blev indlemmet i Savoyen. En tilstand, der skulle komme til at bestå i næsten 500 år, før Nice blev indlemmet i Frankrig i 1860.

## Under Savoyardisk styre
På grund af Nices placering havde byen og området ført en turbulent tilværelse som skueplads for alskens ufred. Dette ændrede sig ikke, da Nice kom under savoyardisk styre, snarere tværtimod. Nu var Nice savoyardernes forpost mod Frankrig, og byen blev det administrative og økonomiske centrum for regionen. Hertugerne af Savoyen besluttede derfor at udbygge befæstningen af byen og påbegyndte bygningen af et citadel på slotshøjen. I 1517 flyttede de sidste indbyggere ned til den nye by for foden af højen, og i 1539 flyttede katedralen og rådhuset. Endvidere byggede de mindre forter i nærheden: Mont Alban i 1560, Saint-Hospice, Villefranche i 1557 og La Turbie. I 1526 fik området titel af grevskabet Nice.
I de følgende århundreder var Nice gentagne gange udsat for krigshandlinger til dels forårsaget af rivaliseringen mellem Frans 1. af Frankrig og Karl 5. af Spanien og som blandt andet drejer sig om herredømmet over den italienske halvø. Konflikten mellem de to førte til en række krige, de såkaldte "italienske krige". I 1536 under den 8. italienske krig besatte Frans Spanien, mens Karl besatte Provence. Den efterfølgende fredshandling fandt sted i Nice med pave Paul 3. som mægler og blev underskrevet i 18. juni 1538. Freden varede imidlertid kun kort. Allerede i 1543 gik den 9. italienske krig i gang. Denne gang var Frans allieret med pashaen af Tyrkiet, Süleyman. Og i august samme år belejrede en fransk-tyrkisk flåde, anført af Khair ed-Din (Barbarossa), Nice. Den nye (nedre) bydel blev bombarderet og ødelagt, men citadellet holdt, og belejringsflåden trak sig tilbage. Det var under denne belejring, at legenden om Catherine Ségurane opstod.
Frans 1. døde i 1547, men Frankrig fortsatte sine forsøg på at indlemme Nice. I 1621 forsøgte den sidste greve af Beuil, Hannibal Grimaldi, at overbevise nicoiserne om, at de skulle underlægge sig Ludvig 13. af Frankrig. Forsøget mislykkedes, da hertug Karl Emanuel 1. af Savoyen henrettede grev Hannibal og nedlagde grevskabet.

### Besat af Frankrig
Efter at Viktor-Amadeus 2. af Savoyen havde tilsluttet sig Augsburg forbundet, der forenede Østrig og Spanien mod Frankrig, gik det igen galt for Nice, idet franske tropper under ledelse af marskal de Catinat overskred Var og gik ind i Nice den 26. marts 1691. Citadellet, der efterhånden havde fået ry som uindtageligt, modstod dog atter alle angreb. Under et bombardement den 30. april gik det imidlertid galt. En kugle trængte ind i et krudtlager og antændte de 700 tønder krudt, der var oplagret der. Eksplosionen ødelagde en stor del af citadellet og byen under det og dræbte eller sårede 700 mennesker. Dagen efter eksploderede endnu et krudtmagasin, hvilket krævede yderligere 300 ofre. Den 4. april nedlagde citadellets kommandant våbnene og overgav sig. Efter at franskmændene havde indtaget Sospel den 27. juni, var hele grevskabet Nice på franske hænder.
Den franske besættelse varer dog kun til den 24. juni 1696, da Viktor-Amadeus ved underskrivelsen af Torino-traktaten atter fik Nice under sig. Belejringen og den efterfølgende besættelse havde dog nærmest knækket byen, hvor handlen var gået helt i stå.
Arvefølgekrigen i Spanien brød ud i 1701, og hertugen af Savoyen stod endnu en gang overfor Frankrig, denne gang i skikkelse af Ludvig 14. Den franske militæringeniør Vauban anbefalede, at citadellet i Nice helt blev fjernet for at sikre den frie bevægelighed for franske tropper. En hær, denne gang under kommando af James FitzJames, hertug af Berwick, overskred Var den 4. marts 1705 og besatte Nice. Tre dage senere åbnede artilleriet ild for atter at bombardere byen.
I november overgav byen sig, men citadellet nægtede at overgive sig, hvilket først skete den 4. januar 1706 efter et heftigt bombardement, der også satte sine spor i selve byen. Ludvig 14. beordrede derefter fjernelse af bastionerne omkring byen og citadellet revet fuldstændigt ned. I dag er der kun få spor efter det, det mest iøjnefaldende er Bellanda-tårnet, der huser Nices maritime museum. Efter at citadellet og bastionerne i Nice var væk, mistede byen sin militære betydning. Hertugen af Savoyen kunne således uden problemer genindtage byen i 1707. Nice kom officielt tilbage under savoyardisk styre ved traktaten i Utrecht (underskrevet 11. april 1713). Indbyggerne i Nice hilste resultatet velkomment i håb om fredeligere tider. Men håbet blev gjort til skamme i forbindelse med arvefølgekrigen i Østrig, hvor Frankrig og Spanien for én gangs skyld var allierede.
En fransk-spansk hær trængte gennem grevskabet Nice i 1744, og byen blev denne gang indtaget uden kamp. Først ved konferencen i Aix-la-Chapelle i januar 1748 blev byen givet tilbage til det, der nu var kongedømmet Piemonte-Sardinien.

### Den franske revolution
Den franske revolution brød ud i 1789. Begivenheden fik ikke umiddelbart anden betydning for Nice, end at de franskmænd, der frygtede for, hvad revolutionen kunne udvikle sig til, flygtede hertil i håb om, at kongen af Sardinien kunne beskytte dem.
Imidlertid skete der det, at preusserne, østrigerne og spanierne mobiliserede deres hære for at komme bourbonerne til undsætning. Frankrig stod nu over for at blive angrebet, og man sendte blandt andet en hær mod sydøst, i første omgang for at beskytte Antibes, men efterfølgende for at gå ind i Savoyen. Tilstedeværelsen af denne hær udløste panik i civiladministrationen i Nice, og denne flygtede sammen med en stor del af byens øvrige indbyggere til Saorge. Heller ikke de sardiske tropper, der var stationeret i området bryder sig om at stå over for en større fransk hær, og disse tog derfor også flugten. Byen lå således fuldstændig forsvarsløs tilbage, og den 29. september 1792 overdrog Nices biskop byens nøgler til den franske kommandant, general Anselme. Om eftermiddagen var Nice nok engang på franske hænder.
Herefter blev grevskabet Nice lagt sammen med fyrstendømmet Monaco til departementet Alpes-Maritimes. Den franske tilstedeværelse blev af mange opfattet som en besættelse, hvilket betød, at der opstod en modstandsbevægelse blandt områdets almindelige indbyggere, som med våben i hånd gjorde deres til at gøre livet surt for franskmændene. I 1803 udnævnte Napoleon grev Dubouchage til præfekt i departementet, og han forsøgte at udvikle området, som ellers var i en sørgelig forfatning med en økonomi, som lå i ruiner, bl.a. på grund af en koleraepidemi, som var brudt ud i 1800, og som kostede tusindvis af døde. Greven fik tilknyttet arrondissementet San Remo til departementet for at sætte skub i økonomien. Han påbegyndte anlæggelsen af "La Grande Corniche", som er en hovedvej langs kysten, og han grundlagde Imperiale gymnasiet på fundamentet af en jesuitter skole i 1808. Den stigende frankoficering af området udløste en intellektuel modbevægelse, som gav sig udslag i, at flere værker blev udgivet på det lokale sprog niçois af blandt andet Joseph Rosalinde Rancher og Joseph Micéu. Denne bevægelse lever den dag i dag, hvor man stadig hæger om Niçois som en del af byens identitet.

### En ny udvikling
Efter at Nice på Wienerkongressen i 1815 atter var kommet tilbage til (Piemonte-Sardinien), indtraf der to vigtige begivenheder, som på sin vis trak i hver sin retning. I den anden parisertraktat, underskrevet i 1815, blev det besluttet at nedlægge republikken Genova og lægge området ind under Piemonte-Sardinien. Dette fik den betydning for Nice, at byen mistede sit privilegium som Piemonte-Sardiniens eneste havneby, og den gik dermed glip af store indtægter fra handel. Beslutningen fik i første omgang voldsom betydning for byens økonomi, der nærmest gik i stå i de følgende år, men på længere sigt var det måske grundlaget for byens betydning i dag. På dette tidspunkt begyndte nemlig dele af det engelske aristokrati at bruge området som vinteropholdssted samtidig med, at Rusland havde lejet den nærliggende Villefranche Bugt som flådebase til deres Middelhavseskadre. Derved kom pengestærke udlændinge til at sætte præg på byen. Og der opstod en del serviceerhverv for disse turister, der også påbegyndte byggeri af flere store huse og palæer. Den anden store begivenhed, der indtraf, var da kong Karl Albert af Sardinien den 26. maj 1832 fremlagde en plan ("Consiglio d'Ornato") for byens udvikling uden for de gamle bymure. Planen fik dog ikke den betydning, som den lagde op til, idet kun få dele af den blev gennemført, såsom Place Massena, Place Garibaldi, Pont Neuf og udvidelsen af havnen med Lympia bassinet.
Den spirende turisme kunne dog ikke redde byens økonomi, der knækkede fuldstændigt i 1853, da byens havn mistede sin status som frihavn, hvilket gjorde området til et af de fattigste i Vesteuropa Dette faktum lettede måske overgangen til den endelige anneksion af Nice i Frankrig.

## Tilbage til Frankrig
På et møde den 20. juli 1858 i Plombières-les-Bains mellem Napoleon 3. og den piemontesiske premierminister grev Cavour overdrog Piemonte-Sardinien Nice til Frankrig, mod at Frankrig ydede Piemonte-Sardinien militærhjælp i dets opgør med Østrig. Overdragelsen skabte ikke glæde i Nice; således overrakte indbyggerne i Nice den 15. marts 1860 en anmodning til kong Viktor-Emanuel 2. om enten at forblive en del af Piemonte-Sardinien eller at få lov til at grundlægge en neutral stat. Kongen afviste anmodningen, og den 31. marts forlod de piemontesiske tropper byen for dagen efter at blive afløst af franske soldater og gendarmer.
I et brev til indbyggerne i Nice forklarede kong Viktor-Emmanuel, at det var i Nices interesse at blive en del af Frankrig, og lovede samtidig, at overdragelsen ville blive underkastet en folkeafstemning, der skulle finde sted den 15. april 1860.
Afstemningen skulle vise sig at være spil for galleriet, idet der kun blev udleveret stemmesedler, hvor der stod "JA"; hvis man ville stemme "NEJ", måtte man rette det i hånden, mens de franske gendarmer holdt øje. Resultatet blev derfor, at af 25.933 stemmer var de 25.743 ja-stemmer og sølle 160 var nej. Ikke desto mindre blev resultatet udlagt som folkets accept af og ønske om at komme tilbage til Frankrig.
Nu da Nice officielt var blevet en del af Frankrig, skulle området også i praksis tilknyttes resten af landet. Napoleon 3. besluttede derfor at anlægge en jernbane, der skulle gå helt til den italienske grænse. Arbejdet skred hurtigt frem, og allerede i 1864 kunne det første tog rulle ind på Nices banegård. Nu kunne man komme til Paris på bare én dag og til London på to. Forbindelsen indledte en ny æra for Nice. En æra, der kom til at stå i turismens tegn.

## Turisternes indtog
I 1860 var Nice stadig en lille by, der puttede sig mellem Paillon-flodens venstre bred og Mont Boron med enkelte herskabsvillaer mellem bakkerne og kysten vest for byen. Dette skulle hurtigt ændre sig med en kraftig udvidelse, særligt mod vest. Imellem 1870 og 1914 blev der opført 5.000 beboelsesejendomme i Nice. Grunden til denne udvikling var, at byen med jernbanens fremkomst igen var blevet populært mål for dem, der havde muligheden for, at flygte fra den nordeuropæiske vinter. Denne invasion krævede en masse lokal arbejdskraft til at indlogere, bespise og transportere disse turister. Hotellerne skød op langs kysten. Grand Hotel, Atlantic, Westminster, Ruhl og West End stammer alle fra denne periode, med Hotel Negresco, der blev opført i 1912 som det ypperste og et vartegn for byen i årene fremover.
Til underholdning for turisterne opførte man et kasino ejet af byen i 1884, i 1886 opførtes operaen i Nice og ved Paillons udmunding opførte man i 1895 et kasino på pæle i vandet.
Den offentlige transport fik et løft i denne periode og fik ved hjælp af et gigantisk vejbyggeri forbundet landsbyerne i Nices omegn med byen, således at indbyggerne derfra kunne afsætte deres varer på markederne i Nice. Fra 1900 grundlagde man sporvognslinjer til Saint-Sylvestre, Saint-Maurice Kvarter (Nice), Cimiez, La Madeleine og La Californie og fik således bundet byen bedre sammen. I 1902 lettede den første flyvemaskine fra et stykke jord ikke langt fra den nuværende lufthavns placering. "La Belle Epoque" blev Nices guldalder, som dog sluttede brat med 1. verdenskrigs udbrud i 1914.

## 20. århundrede
Området omkring Nice har aldrig været det store landbrugsland, og industri er der heller ikke meget af. Man har historisk set levet af handel og senere af turisme. Så da turisterne ved 1. verdenskrigs udbrud forsvandt, var det et hårdt slag for Nices økonomi.
Imidlertid oplevede Nice under 1. verdenskrig en anden rolle som et sted, hvor man sendte sårede fra fronterne i Nordfrankrig hen for at blive plejet og komme sig efter sine sår. Det store hotel Atlantic blev et hospital. Såvel russerne som englænderne indrettede ligeledes hospitaler i byen. I Cimiez blev der indrettet et rekonvalescenshjem for britiske officerer. Derudover kom der en del flygtninge fra såvel Nordfrankrig og Belgien som fra Italien. Man kan sige, at det var et held, for byen mistede 3.665 af sine egne sønner under krigen, hvorfor det var nødvendigt at få tilført nyt blod. Et andet forhold, der var med til at øge byens indbyggertal, var at mange af de omkringliggende landsbyer på grund af krigen nærmest var blevet affolket, og at de tilbageværende søgte ind til storbyen Nice.

### Krise og krig
I 1928 overtog Jean Médecin borgmesterposten i Nice. Han iværksatte straks et antal større offentlige anlægsarbejder for at afbøde konsekvenserne af den internationale krise, der i disse år prægede verden, og som heller ikke Nice gik fri af.
Place Masséna blev renoveret, Paillon blev overdækket længere nordpå, han moderniserede hospitalerne Saint-Roch og Pasteur, og han renoverede byens vandforsyning. Disse initiativer kunne dog ikke forhindre, at økonomien i Nice var tæt på at bryde helt sammen. Som om det ikke var nok med den økonomiske nød, trak sorte skyer sammen om Europa med fremkomsten af de totalitære diktaturer i Tyskland og Italien. Det fascistiske Italien opsagde i 1935 alle traktater indgået med Frankrig.
Den 2. september 1939 erklærede Frankrig Tyskland krig, og den 10. juni 1940 erklærer Italien Frankrig krig. Den 22. juni overgav Frankrig sig. Tyskerne havde i løbet af deres lynkrig indtaget Paris, mens italienerne kun havde nået at indtage en del af Menton. Først den 11. november 1942 rykkede Italien ind i den den sydlige del af Frankrig og besatte området hen til Rhônes udmunding. Efter pres fra den italienske besættelsesmagt opgav Jean Médecin den 17. juli 1943 borgmesterposten i Nice.
Den italienske besættelse af Nice forløb relativt udramatisk; de italienske troppers tilstedeværelse gav ikke anledning til de store problemer. Idyllen blev dog afbrudt i september 1943, da italienerne blev afløst af den tyske Wehrmacht, som var anderledes hårdhændet. Gestapo indledte jagten på jøder og modstandsfolk, og der blev opført betonbunkere langs kysten. På grund af byens strategiske beliggenhed blev Nice udsat for amerikanske luftbombardementer. Blandt andet blev havnen bombet, og den 26. maj 1944 gik det ud over Saint-Roch stationen med 444 døde som resultat.
Den 4. maj 1944 gik de allierede i land i Normandiet og påbegyndte befrielsen af Frankrig. Amerikanerne gik den 15. august 1944 i land ved Frejus for at åbne den anden franske front. Den 27. august var de nået frem til Saint-Laurent-du-Var på Varflodens højre bred, og det så dermed ud, som om befrielsen af Nice var nært forestående. Imidlertid var det amerikanernes plan at gå uden om Nice. Da modstandsbevægelsen erfarede dette, iværksatte de en opstand i byen, der startede næste morgen kl. 6:00. Samtidig planlagde de at indtage strategiske punkter i byen, og det kom snart til åben kamp med de tyske tropper. På trods af deres relativt lille antal, omkring 350, lykkedes det dem at give tyskerne indtryk af, at der var langt flere, og tyskerne besluttede at trække sig ud af byen. Nice blev således befriet af sin egen modstandsbevægelse, som dog måtte indkassere et tab på 27 døde og 280 sårede.

### Genopbygning og ekspansion
Efter en overgangsadministration kunne Jean Médecin genindtræde som borgmester i 1947 og påbegynde et større oprydningsarbejde efter krigens ødelæggelser. En af de første større opgaver var genhusning af såvel dem, som havde mistet deres hjem på grund af bombardementerne, som af de flygtninge, der nok engang var strømmet til Nice. Løsningen på denne opgave bestod i at udvide byen med to nye kvarterer: Ariane nord for byen og Magnan i den vestlige ende. Desværre var tiden og materialerne ikke til kvalitetsbyggeri, hvilket de to kvarterer bærer præg af den dag i dag. Men ellers så fremtiden relativt lys ud. De første turister var begyndt at komme tilbage, og i 1946 åbnede man en rigtig lufthavn "Nice-le-Var". Navnet blev ændret i 1950, hvor 225.000 passagere gik igennem lufthavnen, til det nuværende Nice Côte d'Azur.
I 1962 sluttede Frankrigs involvering i krigen i Algeriet, hvilket gjorde, at de derværende franskmænd for en meget stor dels vedkommende vendte tilbage til Frankrig. Flertallet af de omkring 50.000 "Pieds-Noirs", som de kaldtes, bosatte sig i Nice og tilførte dermed byen en ny dynamik. Konsekvensen blev, at et større byggearbejde gik i gang, dels i form af boliger til disse nye indbyggere, dels i form af mindre virksomheder, som de satte i gang. Dermed ændrede bybilledet sig nok engang. En del af byens grønne områder forsvandt til fordel for fabrikker og kontorer. Det lykkedes dog bystyret at opkøbe en del større ældre ejendomme og omdanne dem til skoler og museer og således bevare dem for eftertiden. Et eksempel herpå er "Villa Garin de Cocconato", som blev omdannet til Matisse-museum.
Til det manuelle arbejde på byggepladserne og i fabrikkerne blev der importeret en del fremmedarbejdere i form af arabere fra Nordafrika. Disse mennesker skulle også have et sted at bo med det resultat, at sociale boligbyggerier skød op i Nice.
Jean Médecin døde i 1965 efter sammenlagt 34 år i borgmesterstolen og blev afløst af sin søn, Jaques Médecin. Han kom til at regere byen på godt og ondt de næste 24 år. Byens historie under den nye borgmester kom til at bære præg af hans ambitioner om at gøre Nice til en international metropol, baseret på turisme og højteknologisk industri, og ikke mindst hans stædige kamp for at frigøre byen fra regionens hovedby, Marseilles, kontrol. Han iværksatte flere større offentlige projekter, der havde til formål at tiltrække pengestærke udlændinge. Således opførte han et stort kongrescenter på en del af Paillons overdækning. Han initierede opførelsen af flere hoteller i international klasse tæt ved lufthavnen, som han i øvrigt fik forbundet med byen og kongrescentret ved hjælp af en motortrafikvej tværs gennem byen. Museet for moderne og nutidskunst, Matisse-museet og det nye teater var også hans fortjeneste.
Al denne aktivitet skete imidlertid for lånte penge med det resultat, at byens gæld efter hans afgang i 1990 kunne opgøres til 14.500 franc pr indbygger, en af de højeste i Frankrig. Byens indbyggere kom ikke alene til at betale for hans ambitiøse projekter, som man dog fik et vist afkast af, de kom også til at betale for den korruption, der fulgte i kølvandet på hans tid som bykonge, og som han også senere blev anklaget og dømt for.

## Fodnoter
1. ↑  Luc Thevenon, Nice, cité d'histoire, ville d'art, Nice, Serre, 1993, ISBN 978-2-86410-195-6
2. ↑  Roux, Paul (2006). Histoire de Nice et son Comté (fransk). Gilletta Editions. s. 22. ISBN 9782903574550.
3. ↑  nissard Dictionnaire Niçois-Français et Français-Niçois, la langue régionale du Comté de Nice
4. ↑  Guide des historique des 163 communes des Alpes-Maritimes et de Monaco s.176
5. ↑  Roux, Paul (2006). Histoire de Nice et son Comté (fransk). Gilletta Editions. s. 26. ISBN 9782903574550.
6. ↑  Roux, Paul (2006). Histoire de Nice et son Comté (fransk). Gilletta Editions. s. 28. ISBN 9782903574550.
7. ↑  "Hôtel Negresco, Nice, un peu d'histoire". Arkiveret fra originalen 28. november 2006. Hentet 16. juli 2008.
8. ↑  Roux, Paul (2006). Histoire de Nice et son Comté (fransk). Gilletta Editions. s. 49. ISBN 9782903574550.